# Tom Clancy’s Rainbow 6: Patriots
Tom Clancy’s Rainbow 6: Patriots (с англ. — «Радуга 6: Патриоты») — отменённая видеоигра во франшизе Tom Clancy’s, шутер от первого лица, разрабатывавшийся на студии Ubisoft Montreal (при участии Ubisoft Toronto и Red Storm) и планировавшийся к выпуску компанией Ubisoft. Единственный трейлер игры был опубликован на YouTube 3 ноября 2011 года. 9 июня 2014 на E3 игра была отменена, вместо неё была анонсирована Siege.

## Сюжет
Команда «Радуги» отправляется в Нью-Йорк, чтобы иметь дело с террористической группировкой, называющей себя «Патриотами правосудия». Создавая себя как популистскую группу ополченцев, «патриоты» взяли на себя ответственность за то, чтобы они выступали в качестве судей, присяжных и палачей от своего имени и отомстили предполагаемым жертвам того, что они считают коррупцией на Уолл-стрит.
Ситуацию осложняет позиция нового лидера «Радуги» Джеймса Вулфа — бывшего офицера SEAL, который считает, что нормы этики не имеют отношения к настоящим «Патриотам правосудия». Глава отряда «Эхо», уважающий Вулфа как отцовскую фигуру, должен остановить «Патриотов правосудия» любой ценой.